# Jatirokeh
Jatirokeh is een plaats en bestuurslaag op het 4de niveau (kelurahan/desa).
Jatirokeh ligt in het onderdistrict (kecamatan) Songgom in het regentschap Brebes van de provincie Midden-Java, Indonesië. Jatirokeh telt 8.743 inwoners (volkstelling 2010).
De plaats Jatirokeh ligt aan de rivier Kali Wayang en bestaat verder uit Jatirokeh Lor (noord) en Jatirokeh Kidul (zuid)